# Cyrtoneurina brunnea
Cyrtoneurina brunnea är en tvåvingeart som först beskrevs av Hough 1900.  Cyrtoneurina brunnea ingår i släktet Cyrtoneurina och familjen husflugor. Inga underarter finns listade i Catalogue of Life.